# Dresden osztály
A Dresden osztály a Német Császári Haditengerészet (Kaiserliche Marine) könnyűcirkáló osztálya, mely két hajóegységből állt, építését és szolgálatba állítását az első világháború előtt befejezték, a 20. század eleji koncepciók szerint. Az osztály az SMS Dresdenből, mint névadó, és az SMS Emdenből állt, építésüket 1906-ban kezdték el. Mindkét hajót elsüllyedt a háború első éveiben, ezért azonos néven, újabb egységeket építettek, melyek már más kialakításúak voltak (Cöln és Königsberg osztályok). A Dresdent 1908-ban, testvérhajóját a következő évben állították szolgálatba.
Az osztály kialakítása az előd Königsberg osztályt követte, annak továbbfejlesztése. Kicsivel nagyobb és gyorsabb hajókat alakítottak ki, azonban főfegyverzetüket tekintve változatlanok maradtak, tíz darab 10,5 cm-es hajóágyú lett beépítve. Mindkét hajót gőzgépek hajtották, a Dresdent gőzturbina, az Emdent háromszoros expanziós (háromhengeres) gőzgép, ami akkoriban a gőzgép-technológia egyik jelentősebb lépcsőfokát képviselte.
Mindkét hadihajó a külhoni flottakötelékekben teljesített szolgálatot. Az Emden az ún. „Kelet-ázsiai hajórajban” (Ostasiengeschwader) diszlokált, műveleti területük a Csendes-óceán volt, a Dresden pedig a Karibi térségben, 1913-ban. Időszakos nagyjavításra hazatért honi kikötőjébe, mielőtt kitört volna a világháború. Javítási munkái miatt nem vett részt a kezdeti műveletekben, ezért kereskedelmi hajókat támadott, majd Maximilian von Spee altengernagy távolkeleti flottájához rendelték (érdekes, hogy ebben az időben a Dresden másodtisztje Wilhelm Canaris, a későbbi Abwehr vezetője). Itt a Coronel-foki ütközetben részt vett, 1914. november 1-jén, majd kicsivel később decemberben a Falkland-szigeteki csata idején egyike azon két német hajónak, amiknek sikerült elmenekülniük a brit kötelék elől. Három hónappal később egy brit összecsapás során kapitánya az evakuáció befejezése után elsüllyeszttette.
Az Emden az Indiai-óceánon számos kereskedelmi antant hajót elsüllyesztett vagy fogott el Spee vezetése idején. Köztük volt az orosz Rjazany kereskedelmi hajó is, amely ezután fel lett fegyverezve és át lett nevezve SMS Cormoranra. 1914 szeptemberében az Emden megtámadta Pinangot és elsüllyesztette az orosz Zsemcsug védett cirkálót és a francia Mousquet rombolót. Nem sokkal később összecsapott a Town osztályú ausztrál HMAS Sydney cirkálóval a Kókusz-szigetek közelében és az ütközet során olyan súlyosan megrongálódott, hogy parancsnoka partra futtatta az elsüllyedés elkerülése érdekében. A hajó a parton kiégett, de legénységének fele megmenekült.

## Fordítás
- Ez a szócikk részben vagy egészben  a   Dresden-class cruiser című angol Wikipédia-szócikk ezen változatának fordításán alapul.  Az eredeti cikk szerkesztőit annak laptörténete sorolja fel. Ez a jelzés csupán a megfogalmazás eredetét és a szerzői jogokat jelzi, nem szolgál a cikkben szereplő információk forrásmegjelöléseként.